# Stenalia jendeki
Stenalia jendeki es una especie de coleóptero de la familia Mordellidae.

## Distribución geográfica
Habita en Camboya.